# 若尾元昌
若尾 元昌（わかお もとまさ/げんしょう）は、戦国時代から安土桃山時代にかけての武将。美濃国根本城主。

## 略歴
若尾氏は甲斐国若尾村(現在の山梨県韮崎市大草町)の出身で、甲斐武田氏の一族。
武田氏の東濃侵略に伴い可児郡に根本城を築いた。しかし織田信長の甲州征伐、本能寺の変を経て、森長可に従った。
また、根本城の麓に天正12年（1584年）、元昌寺を建立した。
嫡男の若尾元美は、父の元昌が森長可の傘下に入ると、その家臣として活躍した。
しかし、同年の小牧・長久手の戦いが勃発すると、元美は、森長可に従い従軍し、奮闘するも討死にした。そのため元昌は帰農した。
その後元昌は、森長可の嫡男である森玄蕃を保護したとされ、玄蕃は元和5年（1619年）に、42歳で亡くなっている。